# Quercus peduncularis
Quercus peduncularis — вид рослин з родини букових (Fagaceae); поширений у Центральній Америці від Гондурасу до Мексики. Цей вид може виростати до 18 м у висоту, має великі листя (5 см завширшки і 12 см завдовжки) і щорічно дає яйцеподібні жолуді діаметром 10 мм і довжиною 15 мм.

## Опис
Це листопадне дерево 2–13 м заввишки. Стовбур до 30 см у діаметрі. Кора сіра й борозниста. Гілочки гладкі, темно-коричневі, спочатку з щільною зірчастою вовнистістю, на другий рік стають голими, з блідо-жовтими сочевичками. Листки зворотно-яйцюваті або зворотно-ланцетні, товсті й шкірясті, 5–15(22) × 2–8(10) см; основа тупа до субсерцеподібної; верхівка тупа або гостра; край потовщений, вигнутий, звивисто-зубчастий у дистальній половині; верх темно-зелений, блискучий, голий, крім зірчастих волосків біля основи; низ білуватий, вовнистий; ніжка тонка, 3–8 мм, трохи запушена, темно-червонувато-коричнева. Тичинкові сережки довжиною 5–9 см, з численними квітками; маточкових квіток 2–5, зібрані на кінчику жовтого волохатого квітконосу. Жолуді однорічні, поодинокі або частіше від 2 до 5 на ніжці 3–5 см; горіх довжиною 1 см, діаметром 1.2 см, світло-коричневий; чашечка вкриває 1/3 горіха, 1.2–1.3 см у діаметрі.
Період цвітіння: березень — травень. Період плодоношення: липень — вересень.

## Поширення й екологія
Країни поширення: Беліз, Сальвадор, Гондурас, Гватемала, південна половина Мексики.
Зростає здебільшого між висотами 800–2500 м над рівнем моря в районах, де природні опади, за оцінками, становлять близько 1000–2000 мм на рік, а середньорічні температури становлять 18–24°C. Загалом росте на висотах 340–1940 м і населяє вологі ліси з густими пологами і невеликим підліском.

## Використання
.

## Загрози
.